# Veïns (pel·lícula)
Veïns (títol original: Neighbors) és una comèdia satírica estatunidenca dirigida per John G. Avildsen el 1981.
És l'última pel·lícula de l'actor John Belushi. Hi interpreta un burgès estricte i « tancat » i s'hi retroba amb Dan Aykroyd per una tercera i última vegada.
Ha estat doblada al català.

## Argument
Earl Keese (John Belushi) és un tipus normal, una mica grassonet, a punt d'entrar en la mitjana edat. Porta una vida raonablement agradable amb la seva família a la seva casa dels afores... fins que la casa del costat és adquirida per una parella veritablement rara, Vic (Dan Aykroyd) i Ramona (Cathy Moriaty), que aconsegueixen tornar boig Earl ràpidament. L'excèntric comportament d'ell i els descarats intents d'ella per seduir-lo el deixen bocabadat. En resum, la tranquil·la vida d'Earl es posa potes enlaire de la nit al dia.

## Repartiment
- John Belushi: Earl Keese
- Dan Aykroyd: Vic
- Cathy Moriarty: Ramona
- Kathryn Walker: Enid Keese
- Lauren-Marie Taylor: Elaine Keese
- Tim Kazurinsky: Pa Greavy
- Tino Insana: Perry Greavy
- Igors Gavon: Chic
- Dru-Ann Chuckram: La dona de Chic
- P.L. Brown: Policía 1
- Henry Judd Baker: Policía 2
- Sherman Lloyd: Capità dels bombers
- Bert Krittel: Bomber 2
- J.B. Friend: Bomber 3
- Bernie Friedman: Bomber 4
- Edward Kotkin: Bomber 5
- Michael Manoogian: Bomber 6
- Dale Two Eagle: el Sr. Thundersky